# Прокурор

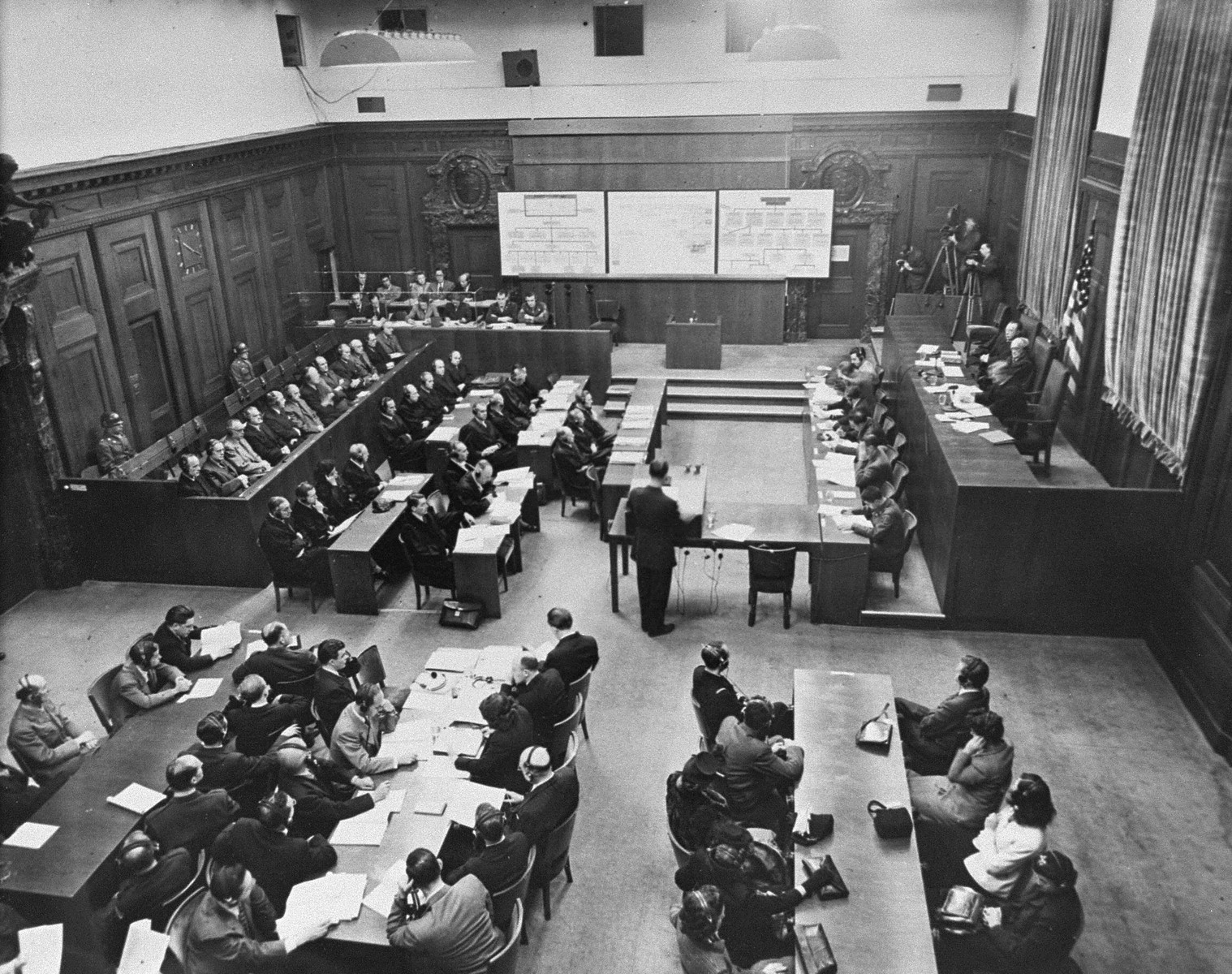
Прокурор Телфорд Тэйлор выступает с обвинительной речью в суде по делу Альфрида Круппа (США)

Прокурор (лат. procurare — управлять, ведать чем-либо, заботиться) — должностное лицо, уполномоченное осуществлять от имени государства уголовное преследование, а также представлять интересы государства, общества или конкретного лица в гражданском процессе. Также на прокурора могут возлагаться и иные задачи юридического характера.
Функции прокуроров в разных странах различны и во многом определяются исторически сложившимися условиями.
В основном, в странах СНГ прокурор осуществляет высший надзор за точным соблюдением законов, поддерживает государственное обвинение в суде, осуществляет уголовное преследование в соответствии с законом, а также в соответствии с законодательством о прокуратуре прокурор обладает неприкосновенностью в необходимых пределах и нормах.

## Страны континентального права
Прокуроры обычно являются государственными служащими, имеющими высшее образование по специальности «юриспруденция» и прошедшими дополнительную подготовку в сфере отправления правосудия. В некоторых странах, например, Франции, они принадлежат к той же категории государственных служащих, что и судьи.

### Россия
В России прокурор — должностное лицо прокуратуры, в задачи которого входит осуществление прокурорского надзора, координация деятельности по борьбе с преступностью и участие в рассмотрении дел судами, в том числе — поддержание государственного обвинения в уголовном процессе.
В Российской Федерации полномочия прокурора определены Федеральным законом «О прокуратуре Российской Федерации» и статьёй 129 Конституции Российской Федерации, а также статьями 37 Уголовно-процессуального кодекса РФ, 45 Гражданского процессуального кодекса РФ, 52 Арбитражного процессуального кодекса РФ, и 39 Кодекса административного судопроизводства РФ.
В России прокурор:
- участвует в рассмотрении уголовных и гражданских дел судами
- опротестовывает судебные решения, приговоры, определения, а также акты, издаваемые различными органами и должностными лицами, если они противоречат закону
- возбуждает производство об административном правонарушении
- осуществляет надзор за исполнением законов
- рассматривает жалобы и обращения граждан
- предостерегает о недопущении нарушения закона
- вносит представления об устранении нарушений закона
- направляет материалы проверки в следственные органы для рассмотрения вопроса о возбуждении уголовного дела
- обладает правом вносить предложения в органы, обладающие правом законодательной инициативы, на основании ст. 9 ФЗ от 17.01.1992 N 2202-1 «О Прокуратуре Российской Федерации».[1]
- обладает правом на постоянное ношение, хранение и применение огнестрельного оружия и спецсредств на основании ч. 3 ст. 45 ФЗ от 17.01.1992 N 2202-1 «О Прокуратуре Российской Федерации».[2]

### Бразилия
В Бразилии прокуроры создают корпус самостоятельных магистратов, работающих как на федеральном уровне, так и на уровне штатов. Федеральные прокуроры подразделяются на три ранга: порт. procuradores da República (федеральные прокуроры), procuradores regionais da República (прокуроры, выступающие в федеральных апелляционных судах), subprocuradores gerais da República (прокуроры, выступающие в высших федеральных судах), в соответствии с юрисдикцией судов, в которых они выступают. Генеральный прокурор Республики (Procurador Geral da República) возглавляет федеральную прокуратуру и представляет обвинение по судебным делам в Высшем федеральном суде (Supremo Tribunal Federal (STF)), суде высшей инстанции Бразилии, в функции которого входит судебный надзор и вынесение приговоров по уголовным преступлениям, совершенным федеральными законодателями, членами правительства и Президентом Бразилии.
На уровне отдельных штатов прокуроры подразделяются на заместителей прокуроров штата (promotores de Justiça substitutos), прокуроров штата (promotores de Justiça) и прокуроров, выступающих в апелляционном суде штата (procuradores de Justiça). Военные прокуроры, категории которых, хотя и связанные с федеральными прокурорами, выделяются в порядке, аналогичном прокурорам штата.
В Бразилии основной задачей прокуроров является содействие укреплению правосудия, что означает, что они обязаны не только осуществлять уголовное преследование по уголовным делам, но и, если в ходе судебного процесса они убедятся в невиновности ответчика, обращаться к судье с просьбой о его оправдании. За прокуратурой всегда остаётся последнее слово в отношении предъявления или непредъявлении обвинения в совершении преступления, за исключением нескольких редких случаев, когда законодательство Бразилии допускает частное обвинение. В таких случаях прокурор официально выступает в роли гаранта обеспечения законности (custos legis), обеспечивая осуществление правосудия.
Несмотря на наличие у прокуроров соответствующих полномочий, они ведут следствие только по крупным уголовным делам, обычно связанным с правонарушениями, совершёнными полицией или государственными должностными лицами. Также прокуратура отвечает за надзор над работой полиции и вынесение полиции предписаний о принятии мер, которые обвинение считает необходимыми для завершения следствия. Полномочия отдельных прокуроров на расследование уголовных дел по-прежнему противоречивы и, несмотря на их мощную поддержку со стороны судей, прокуроров и населения, оспариваются в конституционном суде Бразилии, STF.

### Франция
Во Франции прокурору, или Прокурору Республики (фр. Procureur de la République) (или Генеральному прокурору (Procureur Général) в Апелляционном суде или Генеральному адвокату (Avocat Général) в Кассационном суде) помогают заместители (фр. substituts). Он начинает предварительное следствие, а в случае необходимости просит назначить судью-следователя (фр. Juge d’Instruction) для проведения судебного следствия. Если следствием руководит судья, прокурор не ведёт следствие, а просто формулирует объём преступлений, которые расследуют судья и правоохранительные органы; он вправе подобно адвокатам защиты просить или предлагать провести дополнительное расследование.
На уголовном процессе, прокурор излагает дело перед судом (судьями или присяжными). Как правило, он предлагает вынести определённый приговор, которому суд не обязан следовать — суд вправе вынести более строгий или менее строгий приговор. У прокурора (procureur) также есть некоторые другие обязанности в части отправления правосудия в целом.

### Германия
В Германии государственный обвинитель (нем. Staatsanwalt) не только обязан (как говорилось выше) не утаивать оправдательных сведений, но и обязан по закону активно устанавливать такие обстоятельства.
В отличие от России, в которой прокурор с 2007 г. не является субъектом, осуществляющим производство предварительного расследования, в ФРГ прокуратура расследует различные уголовные дела. В основном это дела об экономических преступлениях, о самых тяжких преступлениях и вызвавшие общественный резонанс дела. Для помощи в производстве следственных действий прокурор может задействовать такую фигуру, как «лицо, привлекаемое прокуратурой для производства дознания».

## Страны общего права
Прокурорами, как правило, являются юристы, окончившие университет по специальности «юриспруденция» (имеющие соответствующую учёную степень) и признаваемые профессиональными юристами судом, в котором они намерены представлять интересы государства. Обычно они принимают участие в уголовном деле в случае необходимости предъявления обвинения. Как правило, они работают в штате государственного ведомства при наличии гарантий, обеспечивающих возможность успешного уголовного преследования ими государственных чиновников. Зачастую в одной стране имеется несколько ведомств благодаря наличию в ней разных юрисдикций.
Пользуясь поддержкой со стороны государства, прокуроры, как правило, обязаны соблюдать особые нормы профессиональной ответственности помимо норм, обязательных для всех юристов в целом. К примеру, в США, правило 3.8 Типовых правил профессионального поведения Американской ассоциации юристов (ABA) (American Bar Association Model Rules of Professional Conduct) требует, чтобы прокуроры «своевременно раскрывали защите все доказательства или информацию …, которая способствует отрицанию вины обвиняемого или смягчает тяжесть правонарушения» («make timely disclosure to the defense of all evidence or information … that tends to negate the guilt of the accused or mitigates the offense»).

### Лица, стоящие во главе обвинения
В Австралии, Канаде, Англии и Уэльсе, Гонконге, Северной Ирландии и ЮАР руководитель прокуратуры обычно называется директором государственного обвинения (англ. Director of Public Prosecutions) и не выбирается, а назначается. Его деятельность в той или иной степени контролируется Генеральным прокурором (Attorney-General), обычно с помощью официальных письменных директив, которые публикуются в обязательном порядке.
Как минимум в Австралии в случае очень серьёзных дел полиция обращается к директору государственного обвинения в ходе следствия с просьбой проконсультировать о достаточности доказательств, а также с просьбой сообщить, считает ли он целесообразным подготовку заявления в соответствующий суд о выдаче ордера на обыск, установку прослушивающих устройств или перехват телефонных разговоров.
Принятые в последнее время конституции, такие как Конституция ЮАР или Конституция Фиджи, стремятся гарантировать независимость и беспристрастность руководителя прокуратуры.

### США
В США руководитель подобного ведомства может носить одно из ряда наименований в зависимости от юрисдикции, например, прокурор округа (County Attorney, County Prosecutor), прокурор штата (State Attorney, State’s Attorney, State Prosecutor), прокурор содружества (Commonwealth’s Attorney) — в штатах Вирджиния и Кентукки, прокурор района (District Attorney), прокурор города (City Attorney, City Prosecutor) или федеральный прокурор США (United States Attorney, U.S. Attorney) и может либо назначаться, либо избираться. Также Генеральный прокурор США является министром юстиции.
В отличие от адвоката защиты основная роль прокурора в США — не выиграть в суде, а обеспечить правосудие. Его задача — не всегда добиваться осуждения судом. Поэтому большая часть уголовных процессов в США урегулируется досудебным соглашением. Прокурор и защита принимают решение избежать неотъемлемых рисков судопроизводства и заключить мировое соглашение. Эта процедура обычно приводит к тому, что обвиняемый признаёт себя виновным (или соглашается понести наказание без признания вины (nolo contendere)) по меньшему обвинению, или по предъявленному обвинению с совместным представлением суду о вынесении более мягкого приговора, чем был бы вынесен обвиняемому в случае признания его виновным в результате судебного разбирательства. Обвиняемый выигрывает благодаря известному результату и возможному более мягкому приговору; обвинение выигрывает благодаря известному результату и экономии времени и ресурсов. Большинство прокуроров не идут на сделку о признании вины («plea bargain») по некоторым категориям дел.
Однако сделка со следствием или даже решение о предъявлении обвинения обвиняемому изначально может иметь серьёзные последствия для того. Хотя обвинительное заключение не обязательно влечёт такую санкцию государства как лишение свободы, само обвинение может иметь серьёзные последствия, например, потерю работы из-за невозможности внести залог, утрату социального жилья, социальную стигматизацию. Такие последствия называются сопутствующими последствиями уголовного преследования (collateral consequences of criminal charges).

### Шотландия
Несмотря на то, что шотландское право представляет собой смешанную систему, его римско-правовое наследие привело к ситуации, более похожей на таковую в странах с системой континентального (романо-германского) права. 

## Институциональная независимость
Во многих странах прокуратура непосредственно подчинена исполнительной власти (напр., Генеральный прокурор США входит в состав президентской администрации). Такие взаимоотношения теоретически, а в некоторых случаях и на практике приводит к ситуациям, когда государственный обвинитель либо ложно выносит обвинение, либо вообще отказывается предъявлять обвинение арестованным (чтобы долго держать их в состоянии правовой неопределённости, как в случае с Гуантанамо), если это отвечает политическим целям.
В меньшем числе стран иерархическая структура прокуроров организована с соблюдением таких же (или почти таких же) свобод, которые традиционно присущи судьям. Они подотчётны только парламенту, а генеральный прокурор, как правило, избирается на длительный срок (обычно на семь лет) или даже пожизненно. В плане политической теории это должно означать, что независимая система обвинения становится четвёртой властью в системе разделения ветвей власти наряду с законодательной, исполнительной и судебной ветвями.
На практике такая структура зачастую приводит к бурным политическим дискуссиям, поскольку новые правительства регулярно обвиняют действующего генерального прокурора в том, что он «неофициально благодарен» политической оппозиции (то есть бывшему парламентскому большинству, которое избрало его на срок, превышающий много парламентских сроков). В Венгрии в 2003 году новое правительство изобрело в ответ метод «частного обвинения», который означает, что физическое лицо или лица, или частное юридическое лицо могут напрямую обращаться в суд с ходатайством о проведении судебного разбирательства в отношении кого-то, кто, по их мнению, виновен в совершении преступления, в случае отказа прокурора выдвинуть обвинение против него. Если рассматривающий ходатайство судья соглашается с частным обвинением, то судья, выбранный из другого районного суда, проводит суд и заставляет прокурора предъявить обвинение.